# علم التنجيم والاسلام
يشير علم التنجيم إلى دراسة الحركات والمواقع النسبية للأجرام السماوية التي يتم تفسيرها على أنها ذات تأثير على شؤون الإنسان والعالم الطبيعي. يضع الفقة الإسلامي، والقرآن، والحديث، والإجماع، والقياس، المبادئ التوجيهية للموقف الذي يتخذه الإسلام في علم التنجيم. ينقسم التحديد على المفهوم إلى ما هو إما حلال (جائز) أو حرام (غير جائز). لطالما كان علم التنجيم قوة حاضرة في التاريخ والثقافة الإسلامية منذ القرن الثامن. توجد ضمن أنظمة المعتقدات الإسلامية آراء تتفق وتختلف مع الكائنات السماوية (بما في ذلك النجوم والأقمار والمجرات) التي لها تأثير على أشكال الحياة. في حين أن الغالبية العظمى من المذاهب الإسلامية والعلماء يجسدون الاعتقاد بأن علم التنجيم محظور بشكل أساسي وفقًا للسلطات افي القرآن والحديث، لا يزال هناك بعض العلماء الذين يرون أن الأشكال المجردة من علم التنجيم قد تغلغلت في العالم الدنيوي ومن ثم وجدت وسيلة كان للكائنات السماوية من خلالها دور ما في التأثير على الأحداث التاريخية....

## أصول علم التنجيم في الإسلام

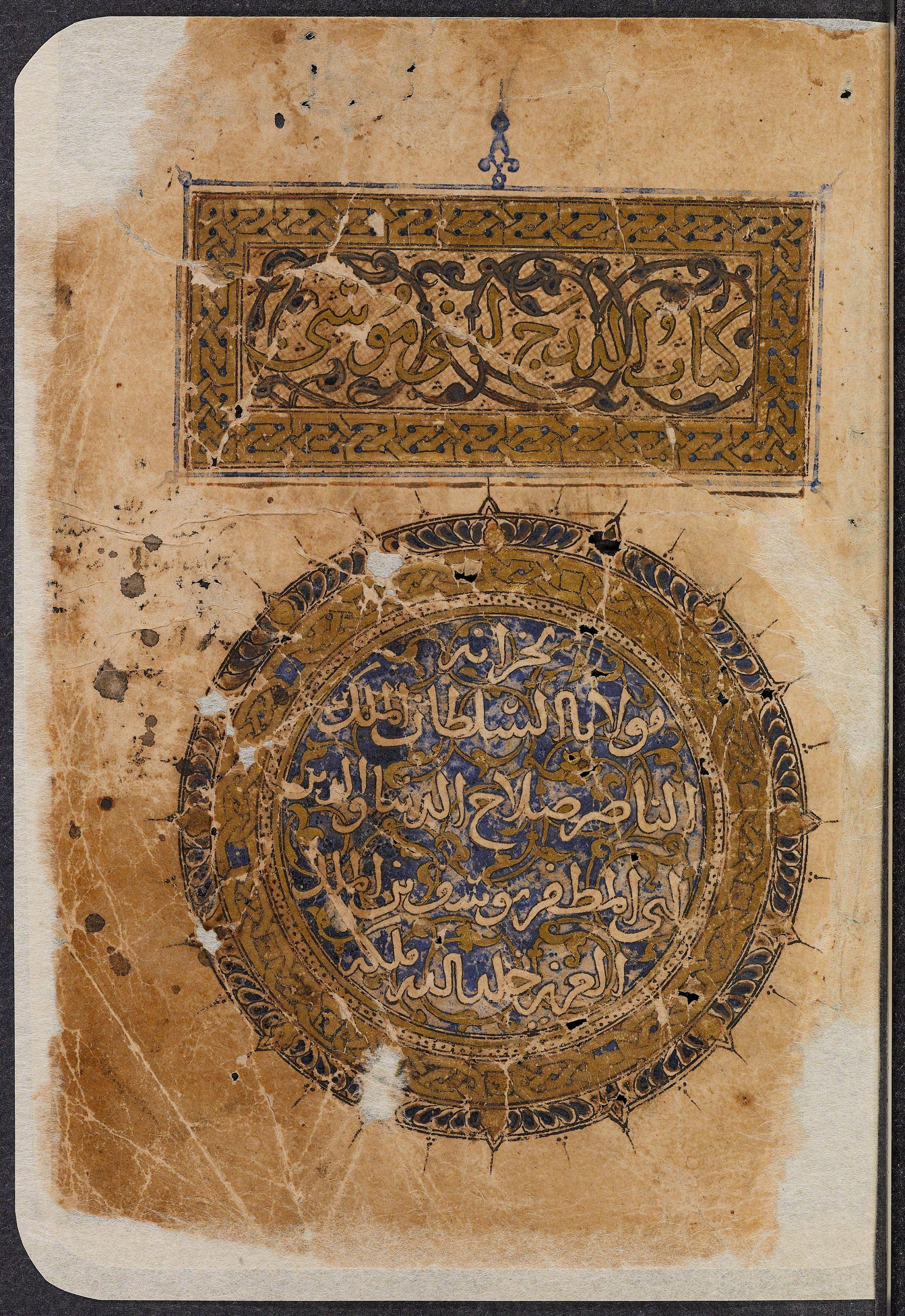
كتاب الدرج عمل إسلامي مبكر يثبت بروز علم التنجيم في الإسلام المبكر.

أقدم آثار الأفراد المسلمين وبالتالي الموقف الإسلامي ضد علم التنجيم نابع من أفراد مثل عبد الجبار. ويختلف هذا الموقف عن موقف الأفراد مثل أبو مشار الذي سعى إلى تبرير التأثير السببي للكائنات السماوية على أشكال الحياة الأرضية. ويتضح هذا أيضًا من خلال وجود نصوص تاريخية مثل كتاب الدرج التي تثبت وجود علم التنجيم في الإسلام المبكر. ولكن حتى قبل هؤلاء الأفراد / النصوص كان هناك مؤرخون وعلماء دين مثل الهاشمي الذي سعى من خلال فلاسفة مثل ما شاء الله إلى تبرير دور علم التنجيم في التأثير على دين أتباع الإسلام. الهاشمي، نقلاً عن سلطة ما شاء الله، بحث في استكشاف إمكانية تأثير النجوم على الأخلاق والدين بشكل عام. يُشار إلى ما شاء الله كذلك للإشارة إلى فكرة أن ولادة النبي محمد كانت نتيجة تلاقي مثل هذه الأجرام السماوية المعروفة باسم الاقتران الكوكبي؛ يشير بشكل أساسي إلى الولادة الأصيلة للنبي الإسلامي نتيجة للأحداث الفلكية. حيث يعتمد كل من ما شاء الله والهاشمي على أوجه التشابه، إلا أن موقفهما المتأصل في الإشارة إلى الكواكب والنجوم والكائنات السماوية الأخرى باعتبارها الوسيلة الأساسية لممارسة الحكم الإلهي، أي كيف ينبثق الله السيطرة على جميع أشكال الحياة. الانتقادات الواسعة التي تلقاها أفراد مثل الهاشمي أدت بهذه الأرقام إلى اقتراح أن تحديد الادعاءات الفلكية يمكن حسابه دون أي تدخل في الدين. ومع ذلك، يشير عمل الهاشمي إلى الوجود المتأصل لعلم التنجيم في الإسلام المبكر.

## التنجيم في القرآن
تشير العديد من تفسيرات القرآن (النص الإسلامي الأساسي) إلى علم التنجيم على أنه ما يتعارض مع المبادئ الأساسية التي يدعو إليها التقليد الديني الإسلامي. يشير علم التنجيم في النهاية إلى دور الكائنات السماوية في التأثير على الحياة الأرضية والحياة اليومية للأفراد؛ في النهاية يعيق مصيرهم. يتم تفسير مقتطفات مختلفة من القرآن لدحض هذه النظرية. والأكثر وضوحا فيما يتعلق بالأبراج، أن علماء الإسلام يأخذون أقوال القرآن في سورة الجن حيث يقترح «(وحده) العليم بالغائب، ولا يكشف لأحد غايبه. (الغيب) إلا لرسول اختاره. (أخبره بما لا يُرى بقدر ما يشاء)، ثم قام بعمل مجموعة من الحراس (الملائكة) وهم يسيرون أمامه وبعده» ليعني أن أي وجود من هذا القبيل للتأثير خارج كوكب الأرض على الجنس البشري غير مقبول، وبالتالي فهو، حرام في الإسلام. ومما يزيد من حدة هذا التفسير (التفسير العلمي) للآية التي تشير إلى حقيقة أن أي كائن آخر غير الله (الله) لا يمكن أن يُنسب إلى علم الغيب أو المجهول لهذا الأمر. في هذا هو دحض استخدام الأبراج والاستخدام اللاحق لعلم التنجيم في الإسلام. ومع ذلك، أدى الإسلام من خلال القرآن إلى استخدام علم التنجيم في تحديد وقت السنة (أي تحديد التقويمات القمرية والشمسية) وكذلك محامل البوصلة. يجسد القرآن هذا المفهوم في الإشارة إلى الكائنات السماوية على أنها «معالم» يزينها أتباعها كوسيلة يرشدون بها أنفسهم. لذلك، يشير القرآن إلى الغرض الأساسي من علم التنجيم كوسيلة لتوفير التوجيه المادي / التنقل للمتمسكين، مع الأخذ في الاعتبار بشكل أساسي استخدامه في قدرة الأبراج على أنه ممنوع.
| سورة            | الايات |
| --------------- | --- |
| الآية المائدة 3 | "حُرِّمَتْ عَلَيْكُمُ الْمَيْتَةُ وَالدَّمُ وَلَحْمُ الْخِنْزِيرِ وَمَا أُهِلَّ لِغَيْرِ اللَّهِ بِهِ وَالْمُنْخَنِقَةُ وَالْمَوْقُوذَةُ وَالْمُتَرَدِّيَةُ وَالنَّطِيحَةُ وَمَا أَكَلَ السَّبُعُ إِلَّا مَا ذَكَّيْتُمْ وَمَا ذُبِحَ عَلَى النُّصُبِ وَأَنْ تَسْتَقْسِمُوا بِالْأَزْلَامِ ۚ ذَٰلِكُمْ فِسْقٌ ۗ الْيَوْمَ يَئِسَ الَّذِينَ كَفَرُوا مِنْ دِينِكُمْ فَلَا تَخْشَوْهُمْ وَاخْشَوْنِ ۚ الْيَوْمَ أَكْمَلْتُ لَكُمْ دِينَكُمْ وَأَتْمَمْتُ عَلَيْكُمْ نِعْمَتِي وَرَضِيتُ لَكُمُ الْإِسْلَامَ دِينًا ۚ فَمَنِ اضْطُرَّ فِي مَخْمَصَةٍ غَيْرَ مُتَجَانِفٍ لِإِثْمٍ ۙ فَإِنَّ اللَّهَ غَفُورٌ رَحِيمٌ ﴿3﴾ " |
| لقمان آية 34    | "إِنَّ اللَّهَ عِنْدَهُ عِلْمُ السَّاعَةِ وَيُنَزِّلُ الْغَيْثَ وَيَعْلَمُ مَا فِي الْأَرْحَامِ ۖ وَمَا تَدْرِي نَفْسٌ مَاذَا تَكْسِبُ غَدًا ۖ وَمَا تَدْرِي نَفْسٌ بِأَيِّ أَرْضٍ تَمُوتُ ۚ إِنَّ اللَّهَ عَلِيمٌ خَبِيرٌ ﴿34﴾" |
| آية الحج 18     | أَلَمْ تَرَ أَنَّ اللَّهَ يَسْجُدُ لَهُ مَنْ فِي السَّمَاوَاتِ وَمَنْ فِي الْأَرْضِ وَالشَّمْسُ وَالْقَمَرُ وَالنُّجُومُ وَالْجِبَالُ وَالشَّجَرُ وَالدَّوَابُّ وَكَثِيرٌ مِنَ النَّاسِ ۖ وَكَثِيرٌ حَقَّ عَلَيْهِ الْعَذَابُ ۗ وَمَنْ يُهِنِ اللَّهُ فَمَا لَهُ مِنْ مُكْرِمٍ ۚ إِنَّ اللَّهَ يَفْعَلُ مَا يَشَاءُ ۩ ﴿18﴾ |

## التنجيم في الحديث
الحديث هو إشارة إلى تعليمات وممارسات النبي محمد التي يتم تشجيع أتباع العقيدة الإسلامية على تجسيدها. قدم النبي محمد أحاديث مختلفة فيما يتعلق بعدم شرعية علم التنجيم فيما يتعلق بالتقاليد الدينية الإسلامية. رواه أبو داود عن النبي محمد صلى الله عليه وسلم: "من اقتبس شعبة من النجوم فقد اقتبس شعبة من السحر زاد ما زاد."…" وهذا حرام في الإسلام. حيث يشير الحديث بوضوح إلى موقف قوي ضد علم التنجيم وما يترتب على ذلك من فرض علم التنجيم كما هو محظور في صحيح البخاري ، وهو مصدر موثق لروايات النبي محمد. يشير الحديث إلى أن المطر هو فضل الله وحده. يمضي إلى اقتراح أن أي متمسك يعتقد أن المطر هو نتيجة لأفعال أي كائن آخر؛ حي أو لا يقع في الكفر. وقد أشار الحديث إلى النجوم بشكل خاص في الإشارة إلى أن أولئك الذين يقترحون أن المطر ينشأ نتيجة نجم: "هذا كافر بي". يعمل هذا على تجسيد مفهوم علم التنجيم بشكل أساسي وما يترتب على ذلك من اعتقاد في فكرة أن الكائنات السماوية لها تأثير على أي شيء بخلاف ما هو منصوص عليه في القرآن والأحاديث النبوية باعتباره شركًا (الكفر)؛ يقود المرء إلى ترك حظيرة الدين. في النهاية، يشير الحديث إلى أن أي اقتراح بالنجوم على أنها تؤدي أي واجبات أخرى غير كونها وسيلة ملاحة للإنسان محظور، يعمل الحديث على الإشارة إلى علم التنجيم على أنه ما يجب على أتباع المسلمين الامتناع عنه.
| نص                     | الحديث |
| ---------------------- | --- |
| أبو داود               | "من أتى كاهناً فصدقه بما يقول فقد كفر بما أنزل على محمد".                                                                                       |
| صحيح مسلم              | "من أتى عرافاً فسأله عن شيء لم تقبل له صلاة أربعين يوماً".                                                                                       |
| أبو داود مع صحيح إسناد | "من اقتبس شعبة من النجوم فقد اقتبس شعبة من السحر زاد ما زاد."                                                                                  |
| أبو داود               | "من أتى كاهنًا وصدق ما قاله، أو جامع امرأة في دبرها، فليس له علاقة بما أنزل على محمد صلى الله عليه وسلم".                                       |
| صحيح مسلم              | (ليس منا من تطير أو تطير له، أو تكهن أو تكهن له، أو سحر أو سحر له، ومن أتى كاهناً فصدقه بما يقول فقد كفر بما أنزل على محمد صلى الله عليه وسلم)) |

## وجهات النظر العلمية في علم التنجيم
اختلف العلماء في التنجيم وحكم الإسلام في جوازه. أحد المفاهيم المطروحة ينبثق من الإمام علي. الخليفة الرابع للإسلام وابن عم وصهر النبي محمد. ورأت وجهة نظر علي ذات الصلة أن علم التنجيم هو ما هو محرم بشكل أساسي في الدين الإسلامي. في إيحاء لأتباعه أن «يا أيها الناس! احذر من تعلم علم النجوم إلا ما يسترشد به في البر أو البحر لأنه يؤدي إلى العرافة والمنجم عاهل، والعراف كالساحر والساحر مثل الكافر والكافر. الجحيم»، سعى علي لتوفير أقوال العلماء في الإشارة إلى الاعتقاد بأن أي كائن سماوي يمكن أن توفر شيء أكبر من أن الله يشكل الكفر في الإسلام. وهذا يتوافق مع ما غلفه القرآن والذي يشير إلى النجوم وبالتالي علم التنجيم كوسيلة للملاحة فقط.  على العكس من ذلك، يقدم شخصيات بارزة مثل ابن عربي رأيًا علميًا يوفر نطاقًا محدودًا للاتفاق مع مبادئ علم التنجيم. وهذا ما أكده الإخوان الذين أشاروا إلى أنبياء معينين ومن ثم الأحداث التاريخية على أنها متأثرة جوهريًا بالكائنات السماوية. ومع ذلك، يتفق هؤلاء الأفراد على أن الكواكب لا تعتبر إلهًا بأي حال من الأحوال، ولكنهم يقترحون / يعينون لكل نبي كوكب / كائن سماوي معين مع بعض الأعمال التي تشير إلى أن الكواكب قد خلقت على صورة الله.

## المذاهب الإسلامية والتنجيم
تقدم طوائف الإسلام المختلفة وجهات نظر مختلفة حول مفهوم علم التنجيم.

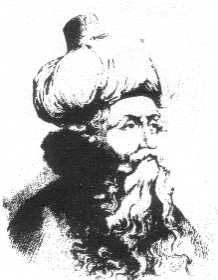
الشيخ الأكبر بن عربي. داعية إسلامي بارز شملت دراساته الواسعة علم التنجيم

### المذهب السني
تشير معظم مصادر الإسلام السني إلى وجود خلاف متأصل ضد جميع أشكال علم التنجيم الذي يحاول اقتراح التدخل الإلهي نيابة عن الكائنات السماوية. ومما يعزز ذلك علماء سنّة بارزون سعوا إلى كره استخدام النجوم لأي غرض آخر غير وسيلة الملاحة ولغرض تحديد وقت السنة.
يقدم علماء الصوفية البارزون مثل الغزالي وابن عربي وجهات نظر مختلفة حول علم التنجيم. والأهم من ذلك، أن الصوفية تركز على الجنس البشري في طليعة الكون الذي يدور بالتالي حول الإنسان. في نهاية المطاف، وفقًا لتعاليم الغزالي وابن عربي، تبشر الصوفية بنوع تجريدي من علم التنجيم تتوافق فيه كائنات الكواكب مع مستويات معينة من السماء وحيث يتوافق أنبياء معينون مع سماء معينة؛ وبالتالي يديم الاعتقاد الأساسي بأن أحداثًا تاريخية معينة قد حدثت نتيجة للكائنات السماوية.

### المذهب الشيعي
يتخذ الإسلام الشيعي موقفًا مشابهًا لموقف الإسلام السني مع علماء بارزين مثل قبيسة ورازين بن معاوية، مما يشير إلى أن وجود النجوم والكائنات السماوية وأهميتها تكمن فقط في تجميل السماء، وقدرتها على حماية الشيطان وأن الملاحة. ادعى علماء شيعة بارزون أن مفهوم التنجيم هو الذي يقود الأفراد إلى ارتكاب خطيئة الشرك (الكفر). بحجة أن مفهوم استنتاج شيء ما يحمل فألًا جيدًا أو سيئًا هو ما يشكل الكفر.